# Nguyên Giang, Ngọc Khê
Huyện tự trị dân tộc Cáp Nê-Di-Thái Nguyên Giang, gọi tắt là Nguyên Giang (tiếng Trung: 元江哈尼族彝族傣族自治县; bính âm: Yuánjiāng HāNízú Dízú Dǎizú zìzhìxiàn, Hán-Việt: Nguyên Giang Cáp Nê tộc Di tộc Thái tộc tự trị huyện) là một huyện nằm ở phía tây nam địa cấp thị Ngọc Khê, tỉnh Vân Nam, Trung Quốc. Huyện nằm trong khu vực từ 101°39' tới 102°22' kinh đông và từ 23°18' tới 23°55' vĩ bắc. Diện tích 2.858 km², dân số năm 2000 là 19 vạn. Thủ phủ huyện đặt tại trấn Lễ Giang.

## Phân chia hành chính
- 4 trấn: Lễ Giang, Nhân Viễn, Thanh Long Hán, Đông Nga
- 6 hương: Dương Xóa Nhai, Dương Nhai, Na Nặc, Oa Điệt, Mễ Lý, Long Đàm.

## Giao thông
- Quốc lộ 213 chạy qua huyện. Sông Hồng chảy qua phía đông trung tâm huyện.